# Temptation (singel)
"Temptation" – trzeci singel Arasha wykonany wspólnie z Rebeccą Zadig wydany w 2005 roku przez Warner Music Sweden. Singel znalazł się na albumie Arasha – Arash.

## Lista utworów
- CD maxi-singel (2005)[1]

1. "Temptation" (Radio Edit) – 3:28
2. "Temptation" (Extended) – 4:57
3. "Temptation" (Ali Payami Club) – 4:40
4. "Temptation" (CMN Remix) – 3:16
5. "Temptation" (Ali Payami Dreamy) – 5:10

## Notowania na listach przebojów
| Kraj       | Lista (2005/2006)         | Najwyższa pozycja |
| ---------- | ------------------------- | ----------------- |
| Szwecja    | Top 60 Singles            | 2                 |
| Węgry      | Single Top 40 slágerlista | 5                 |
| Finlandia  | Top 20 Singles            | 15                |
| Niemcy     | Top 100 Singles           | 29                |
| Szwajcaria | Singles Top 100           | 42                |